# Adam z Trauttmansdorffu
Adam z Trauttmansdorffu (německy Adam von Trauttmansdorff též von Trautmannsdorf, 1579 – 7. června 1617, Gorizia) byl rakouský šlechtic a generál císařské armády.

## Život a kariéra
Pocházel z rodu Trauttmansdorffů, narodil se jako syn Jana Bedřicha z Trauttmansdorff-Weinsbergu. Sloužil v císařských službách jako komorník a nejvyšší válečný rada, generál v oblasti chorvatského a rakouského přímoří.
Byl vrchním velitelem arcivévody ve Furlansku během furlanské války. 27. prosince 1615 dorazil do Gorice a na hradě Rubbia nechal zřídit své sídlo, odkud řídil obranu. Zde také 7. června 1617 zemřel, když byl zastřelen při inspekci zákopů.